# Okresní soud v Karlových Varech
Okresní soud v Karlových Varech je okresní soud se sídlem v Karlových Varech, jehož odvolacím soudem je Krajský soud v Plzni. Rozhoduje jako soud prvního stupně ve všech trestních a civilních věcech, ledaže jde o specializovanou agendu (nejzávažnější trestné činy, insolvenční řízení, spory ve věcech obchodních korporací, hospodářské soutěže, duševního vlastnictví apod.), která je svěřena krajskému soudu.
Zákon o soudech a soudcích předpokládá v Karlových Varech pobočku plzeňského krajského soudu, ta ale zatím nebyla zřízena.

## Budova
Třípatrová a čtyřkřídlá budova soudu s vnitřním nádvořím z roku 1907 je ukázkou neorenesance, kterou architekt Förster koncipoval v duchu saské renesance s vysokými volutovými štíty s čučkami, portálem se sdruženými sloupy v římsko-dórském stylu, s křížovými okny, ornamenty či nástěnnými malbami se symboly soudnictví. Představuje hodnotnou architekturu počátku 20. století z hlediska funkčnosti, neboť budova byla postavena jako vězení. Celý areál soudu, jehož součástí je i zvlášť stojící vězeňský dvůr s vysokou zdí, je proto od roku 2002 chráněn jako nemovitá kulturní památka.

## Soudní obvod
Obvod Okresního soudu v Karlových Varech se zcela neshoduje s okresem Karlovy Vary, patří do něj území vojenského újezdu Hradiště a území všech těchto obcí:
Abertamy •
Andělská Hora •
Bečov nad Teplou •
Bochov •
Boží Dar •
Božičany •
Bražec •
Březová •
Černava •
Čichalov •
Dalovice •
Děpoltovice •
Doupovské Hradiště •
Hájek •
Horní Blatná •
Hory •
Hroznětín •
Chodov •
Chyše •
Jáchymov •
Jenišov •
Karlovy Vary •
Kolová •
Krásné Údolí •
Krásný Les •
Kyselka •
Merklín •
Mírová •
Nejdek •
Nová Role •
Nové Hamry •
Ostrov •
Otovice •
Otročín •
Pernink •
Pila •
Potůčky •
Pšov •
Sadov •
Smolné Pece •
Stanovice •
Stráž nad Ohří •
Stružná •
Šemnice •
Štědrá •
Teplá •
Teplička •
Toužim •
Útvina •
Valeč •
Velichov •
Verušičky •
Vojkovice •
Vrbice •
Vysoká Pec •
Žlutice